# Kay Ivey
Kay Ellen Ivey (Camden (Alabama), 15 oktober 1944) is een Amerikaanse politica van de Republikeinse Partij. Sinds april 2017 is zij de gouverneur van de Amerikaanse staat Alabama.

## Biografie
Ivey groeide op in haar geboorteplaats Camden, waar ze meewerkte op de boerderij van haar vader. Na een studie onderwijs aan de universiteit van Auburn, die ze in 1967 afsloot met een Bachelor of Arts, verhuisde ze met haar toenmalige echtgenoot naar Californië. Daar was ze enige jaren werkzaam als leerkracht op een middelbare school. Na haar scheiding keerde ze terug naar Alabama. Gedurende de jaren zeventig beoefende ze een zakenfunctie bij een bank in Mobile.

### Politiek
In 1979 werd Ivey aangesteld in het kabinet van toenmalig gouverneur Fob James. Ze was destijds lid van de Democratische Partij. Vanaf 1980 diende ze twee jaar als gerechtsambtenaar in het Huis van Afgevaardigden van Alabama. In 1982 ambieerde ze de post van state auditor, maar werd niet verkozen. Vervolgens was ze tot 1985 assistent-directeur van het Alabama Development Office. Van 1985 tot 1998 had ze zitting in de staatscommissie voor het hoger onderwijs, waar ze zich bezighield met overheidszaken en communicatie.
In 2002 stapte Ivey over naar de Republikeinse Partij. Ze werd dat jaar verkozen tot state treasurer (minister van financiën) van Alabama, een functie die ze acht jaar behield. Hierna, in 2010, stelde ze zich aanvankelijk kandidaat voor de gouverneursverkiezingen, maar tijdens de campagne veranderde Ivey van gedachten en besloot ze verder te strijden voor de post van luitenant-gouverneur. Ze slaagde erin deze verkiezing te winnen en werd op 17 januari 2011 beëdigd. Ze diende onder gouverneur Robert Bentley, die op dezelfde datum begon aan zijn eerste ambtstermijn. Beiden werden herkozen in 2014.

### Gouverneur
In het voorjaar van 2017 moest gouverneur Bentley voortijdig opstappen na een financieringsschandaal. Ivey was als luitenant-gouverneur de eerste in lijn van opvolging en nam het gouverneurschap van Alabama op 10 april 2017 over. Zij mocht de ambtstermijn van Bentley, die nog tot 2019 doorliep, voltooien en stelde zich bij de gouverneursverkiezingen van 2018 verkiesbaar voor een volledige eigen termijn. Ivey werd, ten koste van de Democratische kandidaat Walter Maddox (burgemeester van Tuscaloosa), gemakkelijk verkozen en op 9 januari 2019 ingezworen in de hoofdstad Montgomery. Ivey is na Lurleen Wallace (1967-1968) de tweede vrouwelijke gouverneur in de geschiedenis van Alabama.

#### Wetten
Gouverneur Ivey werd in 2017 bekritiseerd door de Human Rights Campaign na het tekenen van een wet waarin adoptiebureaus uit geloofsovertuiging mogen weigeren om kinderen bij homokoppels te plaatsen. Ook zorgde ze voor een wet die de doodsvonnissen en de uitvoering van executies in Alabama moet versnellen. Bij een veroordeling in zware moordzaken mag een rechter het advies van de jury niet meer herroepen.
Om controversiële gedenktekens uit de periode van de Confederatie te beschermen, stelde Ivey een verbod in op het verwijderen van deze monumenten uit de openbare ruimte. Ook mogen straten en gebouwen geen naamswijziging krijgen indien zij die naam al veertig jaar of langer dragen.